# Vigna vexillata
Espèce
Vigna vexillata, le pois zombi, est une espèce de plantes à fleurs dicotylédones de la famille des Fabaceae, sous-famille des Faboideae, à répartition pantropicale.
C'est une plante herbacée vivace, grimpante ou rampante, aux feuilles trifoliées et aux fleurs de type papilionacé. Elle produit des tubercules épais qui sont comestibles.
Elle est parfois cultivée pour ses tubercules ou comme plante fourragère.

## Taxinomie

### Synonymes
Selon The Plant List (1 janvier 2019)
- Dolichos cylindricus Desv.
- Dolichos vexillatus (L.) Kunth
- Phaseolus capensis sensu Thunb.
- Phaseolus glycinaeformis Weinm.
- Phaseolus humifusus Savi
- Phaseolus pulniensis Wight
- Phaseolus quadriflorus A.Rich.
- Phaseolus sepiarius Dalzell
- Phaseolus vexillatus L.
- Plectrotropis hirsuta Schum. & Thonn.
- Strophostyles capensis E.Mey.
- Vigna capensis (Thunb.) Burtt Davy
- Vigna davyi Bolus
- Vigna golungensis Baker
- Vigna hirta Hook.
- Vigna lobatifolia Baker
- Vigna phaseoloides Baker
- Vigna scabra Sond.
- Vigna thonnongii Hook.f.
- Vigna vexillata var. hirta (Hook.) Baker f.

### Liste des variétés
Selon Tropicos (1 janvier 2019) (Attention liste brute contenant possiblement des synonymes) :
- Vigna vexillata var. angustifolia (Schumach. & Thonn.) Baker
- Vigna vexillata var. dolichonema (Harms) Verdc.
- Vigna vexillata var. hirta (Hook.) Baker f.
- Vigna vexillata var. macrosperma Maréchal, Mascherpa & Stainier
- Vigna vexillata var. ovata (E. Mey.) B.J. Pienaar
- Vigna vexillata var. pluriflora Franch.
- Vigna vexillata var. sepiaria Babu & S.K. Sharma
- Vigna vexillata var. stocksii Benth. ex Baker
- Vigna vexillata var. thonningii (Hook. f.) Baker
- Vigna vexillata var. tsusimensis Matsum.
- Vigna vexillata var. vexillata
- Vigna vexillata var. wightii Babu & S.K. Sharma
- Vigna vexillata var. yunnanensis Franch.